# Jean-Pierre Tempet
Jean-Pierre Tempet est un footballeur français, né le 31 décembre 1954 à Humbercourt dans le département de la Somme. Il joue au poste de gardien de but du début des années 1970 à la fin des années 1980.
Formé au RC Lens, il évolue ensuite au Stade lavallois, au RC Lens, au FC Mulhouse et termine sa carrière à l'US Valenciennes-Anzin. Il est sélectionné à cinq reprises en équipe de France de 1982 à 1983.

## Carrière

### Débuts au RC Lens
Jean-Pierre Tempet commence le football au Racing Club de Doullens dans l'équipe des cadets alors qu'il est encore benjamin. Son frère Jean-Jacques signant au RC Lens où il joue quelques matchs en D2, il le rejoint et joue dans les équipes minimes du club. Il est alors interne au lycée de Doullens, et rejoint le club avec son frère chaque week-end. Il gravit régulièrement les échelons sportifs et débute en équipe première pour le premier match de la saison 1972-1973 lors d'un match disputé à l'extérieur face à l'Amiens SC. Lors du dernier match de la saison suivante, il est blessé gravement au genou par Mario Mendoza et pendant deux ans ne rejoue pas. Il est alors employé à la comptabilité de la mairie de Lens.
Revenu à son meilleur niveau, il prend la succession d'André Lannoy dans le but artésien en fin de saison 1976. L'année suivante, il se partage les buts avec Dominique Leclercq et au terme de la saison, les Lensois terminent vice-champion de France derrière le FC Nantes.  La saison suivante, Il réalise avec les « Sang et Or » un beau parcours en Coupe de l'UEFA avec une victoire mémorable face à la Lazio de Rome (0-2, 6-0 a.p.). Il connait alors sa première sélection en équipe de France B le sept octobre 1977. Dans un match opposant les espoirs français aux internationaux B, il entre en jeu à la mi-temps en remplacement de Philippe Bergeroo. En championnat, le club enchaine les mauvais résultats, il termine à la 18e place, synonyme de relégation. 

### Le Stade lavallois et l'équipe de France
Le RC Lens recrute alors un nouveau gardien, Francis Hédoire, et Jean-Pierre Tempet, poussé vers la sortie, quitte le club. Il est alors prêté au FC Nantes comme doublure de Jean-Paul Bertrand-Demanes mais le retour de blessure de Jean-Marc Desrousseaux, le second gardien, provoque le rachat de son contrat par le FC Nantes afin qu'il puisse être prêté au Stade lavallois, en octobre 1978. Le prêt est assorti d'une option d'achat. Il déclare alors : « A mon arrivée en Mayenne, j'ai été surpris par le caractère amateur du club, il n'y avait rien du point de vue installations. Laval venait de monter. Au niveau du groupe, en revanche, je n'avais jamais connu une ambiance pareille. Fantastique ».

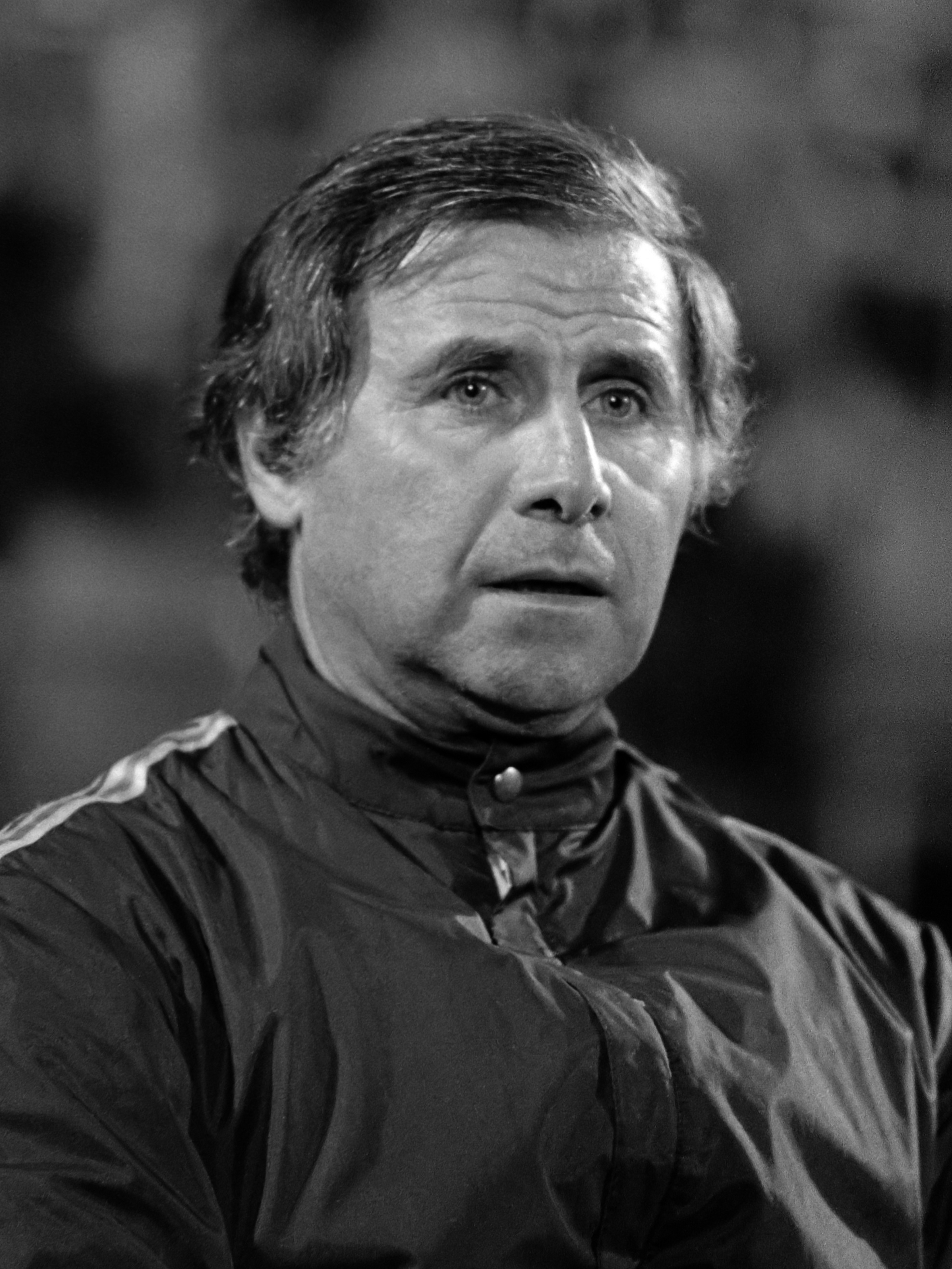
Michel Hidalgo lance Tempet en Bleu en 1982.

Après une saison d'adaptation où il est en concurrence avec Jacques Rose, il s'impose au poste de gardien de but et devient l'un des meilleurs gardiens français. Le Stade lavallois joue alors les premiers rôles en championnat et termine 5e en 1982 et en 1983. Il est alors de nouveau sélectionné en équipe de France B, le 27 avril 1982, pour un match amical contre l'équipe du Luxembourg (1-0).
Les bonnes performances de Tempet attirent l'attention du sélectionneur national, Michel Hidalgo, qui cherche un titulaire indiscutable après les prestations en demi-teinte de Jean-Luc Ettori et de Jean Castaneda à la Coupe du monde 1982. Il le lance en équipe de France en match amical le 10 novembre 1982 face aux Pays-Bas (victoire 2-1 à l'extérieur). Hidalgo le prévient cependant que le futur titulaire du poste sera Joël Bats, dès que celui-ci aura terminé de jouer les qualifications du championnat d'Europe espoirs. Tempet, l'esprit libre, effectue le reste de la saison internationale 1982-83 comme titulaire dans le but tricolore.

### Retour à Lens
En fin de contrat avec les « Tango », Jean-Pierre Tempet rejoint alors le RC Lens avec lequel il réalise un bon début de saison, atteignant de nouveau les huitièmes de finale de la Coupe de l'UEFA. Il est appelé une dernière fois sous le maillot tricolore comme remplaçant de Joël Bats, le 5 octobre 1983, pour un France-Espagne se déroulant au Parc des Princes (1-1). Le RC Lens connaît après son épopée européenne une baisse de régime et finit à la 13e place du championnat avec la 19e défense et Tempet n'est pas épargné par les critiques. Dans le même temps, ses concurrents Philippe Bergeroo et Albert Rust réalisent d'excellentes saisons et ce sont eux qui se verront appelés par Michel Hidalgo pour épauler Bats à l'Euro 84, lors duquel les « Bleus » remportent leur premier grand titre. 

### Fin de carrière à Mulhouse et Valenciennes
Jean-Pierre Tempet, poussé vers la sortie par les dirigeants lensois et l'éclosion de Gaëtan Huard, rejoint alors le FC Mulhouse en Division 2. Dirigé par Raymond Domenech, le club termine second du groupe A en 1985 et s'incline au niveau des barrages d’accession à la division 1 face au Stade rennais (5-2 sur les deux matchs). La saison suivante, les Mulhousiens finissent également 2e du groupe B et en barrage ne parviennent pas à s'imposer face au 18e de division 1, l'AS Nancy-Lorraine (2-3 sur les deux matchs). Jean-Pierre Tempet et ses coéquipiers s'inclinent une nouvelle fois en barrage la saison suivante et il quitte le club pour rejoindre l'US Valenciennes-Anzin, autre pensionnaire de Division 2.
Après deux saisons au milieu du classement, l'USVA joue la montée lors de la saison 1989-1990. Le club est également qualifié pour les 7e de finale de la coupe de France où il se retrouve opposé à l'AS Saint-Étienne, club de division 1. Alors que le score est de 1-1, Tempet sort au devant de Philippe Tibeuf et dans le choc, se fait une entorse du genou avec rupture du ligament et fissure du fémur, synonyme de fin de carrière.

### Reconversion
Après un an de rééducation, il devient responsable administratif au sein de l'USVA, poste qu'il occupe pendant cinq ans, jusqu'au dépôt de bilan du club. Il devient ensuite responsable relations entreprise d'une société d'immobilier à Valenciennes.
En 2002, les supporters lavallois l'élisent dans le onze du siècle du club mayennais.
En 2022, le magazine So Foot le classe dans le top 1000 des meilleurs joueurs du championnat de France, à la 871ème place.

## Palmarès
- Vice-champion de France en 1977 avec le RC Lens.

- 5 sélections en équipe de France de 1982 à 1983.

## Statistiques
Le tableau ci-dessous résume les statistiques en match officiel de Jean-Pierre Tempet durant sa carrière de joueur professionnel,. 
| Saison           | Club                   | Pays   | Championnat | Championnat | Championnat | Coupe de France | Coupe de France | Coupe d'Europe | Coupe d'Europe | Coupe d'Europe | France | France | TOTAL  | TOTAL |
| Saison           | Club                   | Pays   | Division    | Matchs      | Buts        | Matchs          | Buts            | Type           | Matchs         | Buts           | Matchs | Buts   | Matchs | Buts  |
| ---------------- | ---------------------- | ------ | ----------- | ----------- | ----------- | --------------- | --------------- | -------------- | -------------- | -------------- | ------ | ------ | ------ | ----- |
| 1973 - 1974      | RC Lens                | France | Division 1  | 1           | 0           | 0               | 0               | -              | -              | -              | -      | -      | 1      | 0     |
| 1974 - 1975      | RC Lens                | France | Division 1  | 0           | 0           | 0               | 0               | -              | -              | -              | -      | -      | 0      | 0     |
| 1975 - 1976      | RC Lens                | France | Division 1  | 9           | 0           | 1               | 0               | -              | -              | -              | -      | -      | 10     | 0     |
| 1976 - 1977      | RC Lens                | France | Division 1  | 22          | 0           | 6               | 0               | -              | -              | -              | -      | -      | 28     | 0     |
| 1977 - 1978      | RC Lens                | France | Division 1  | 30          | 0           | 1               | 0               | C3             | 6              | 0              | -      | -      | 37     | 0     |
| 1978 - oct. 1978 | FC Nantes              | France | Division 1  | 0           | 0           | 0               | 0               | -              | -              | -              | -      | -      | 0      | 0     |
| oct. 1978 - 1979 | Stade lavallois        | France | Division 1  | 3           | 0           | 1               | 0               | -              | -              | -              | -      | -      | 4      | 0     |
| 1979 - 1980      | Stade lavallois        | France | Division 1  | 33          | 0           | 1               | 0               | -              | -              | -              | -      | -      | 34     | 0     |
| 1980 - 1981      | Stade lavallois        | France | Division 1  | 36          | 0           | 1               | 0               | -              | -              | -              | -      | -      | 37     | 0     |
| 1981 - 1982      | Stade lavallois        | France | Division 1  | 35          | 0           | 5               | 0               | -              | -              | -              | -      | -      | 40     | 0     |
| 1982 - 1983      | Stade lavallois        | France | Division 1  | 31          | 0           | 5               | 0               | -              | -              | -              | 5      | 0      | 41     | 0     |
| 1983 - 1984      | RC Lens                | France | Division 1  | 34          | 0           | 5               | 0               | C3             | 6              | 0              | -      | -      | 45     | 0     |
| 1984 - 1985      | FC Mulhouse            | France | Division 2  | 34          | 0           | 8               | 0               | -              | -              | -              | -      | -      | 42     | 0     |
| 1985 - 1986      | FC Mulhouse            | France | Division 2  | 33          | 0           | 8               | 0               | -              | -              | -              | -      | -      | 41     | 0     |
| 1986 - 1987      | FC Mulhouse            | France | Division 2  | 32          | 0           | 2               | 0               | -              | -              | -              | -      | -      | 34     | 0     |
| 1987 - 1988      | U.S.Valenciennes Anzin | France | Division 2  | 34          | 0           | 1               | 0               | -              | -              | -              | -      | -      | 35     | 0     |
| 1988 - 1989      | U.S.Valenciennes Anzin | France | Division 2  | 34          | 0           | 0               | 0               | -              | -              | -              | -      | -      | 34     | 0     |
| 1989 - 1990      | U.S.Valenciennes Anzin | France | Division 2  | 29          | 0           | 2               | 0               | -              | -              | -              | -      | -      | 31     | 0     |
| Total            | Total                  | Total  | Total       | 430         | 0           | 47              | 0               | -              | 12             | 0              | 5      | 0      | 494    | 0     |